# Jean de Laborde
Graaf Jean Joseph Jules Noël de Laborde (Chantilly, 29 november 1878 – Castillon-la-Bataille, 30 juli 1977) was een Franse admiraal, bekend van het tot zinken brengen van de Franse vloot in Toulon in 1942, tijdens de Tweede Wereldoorlog.

## Loopbaan

### Eerdere carrière
Hij was afkomstig uit een rijke adellijke familie en ging in 1895 naar de École navale. Twee jaar later begon hij zijn carrière als marineofficier in het Verre Oosten. Hij nam deel aan de campagne tegen de Bokseropstand in China in 1900.
Laborde was een van de eerste marineofficieren die leerde vliegen. Tijdens de Eerste Wereldoorlog was hij piloot en werd hij commandant van de marine-vliegbasis in Duinkerke. In 1925 kreeg hij het bevel over het eerste Franse vliegdekschip, de Béarn.
Hij doorliep diverse belangrijke posten en werd in 1938 volwaardig admiraal en inspecteur-generaal van de zeestrijdkrachten.
Bij het begin van de Tweede Wereldoorlog voerde Laborde het bevel over de vloot in Brest.

### Tweede Wereldoorlog
Na de Slag om Frankrijk sloot de regering van maarschalk Philippe Pétain in juli 1940 een wapenstilstand met nazi-Duitsland. Volgens die overeenkomst mocht Frankrijk zijn oorlogsvloot behouden.
Het grootste deel van de vloot werd als Forces de Haute Mer (Hoge Zeevloot) gevestigd in Toulon aan de Middellandse Zee, in het deel van Frankrijk dat niet door de Duitsers was bezet. Deze vloot bestond uit 38 moderne schepen.
Zoals veel Franse marineofficieren was Laborde fel anti-Brits, zeker na de Britse aanval op de Franse vloot in Mers-el-Kebir in juli 1940. Hij een overtuigd aanhanger van Pétains Vichy-regime maar stond antipathiek tegenover admiraal François Darlan, de opperbevelhebber van de marine en een van de topfiguren van het regime, die minder ervaring op zee had, maar altijd veel politieke steun had gekregen. Pétain zag in Laborde een tegengewicht voor Darlan.
Laborde ontwikkelde een plan voor de herovering van Tsjaad, toen die Franse kolonie in handen van de Vrije Fransen was gekomen. Dat plan werd niet uitgevoerd.
Bij het begin van Operatie Toorts (de geallieerde invasie van Frans Noord-Afrika op 8 november 1942) opperde hij dat de Franse vloot naar Noord-Afrika moest vertrekken en als vergelding de geallieerden moest aanvallen. Dit voorstel werd afgewezen door de minister van Marine van Vichy, admiraal Gabriel Auphan.
Op 11 november gaf admiraal Darlan, die in Algiers een staakt-het-vuren met de geallieerden had gesloten, bevel aan de Franse oorlogsvloot om naar Noord-Afrika te varen en de kant van de geallieerden te kiezen. Laborde weigerde dat te doen nadat Pétain openlijk Darlan had gedesavoueerd. Intussen begonnen Duitse troepen het onbezette deel van Frankrijk binnen te dringen als vergelding voor Darlans ommekeer.
Op 27 november gaf Laborde het bevel tot het zinken brengen van de Franse vloot in Toulon om te voorkomen dat de oprukkende Duitsers zich van de schepen meester zouden maken. De Duitse troepen, die Toulon net bereikt hadden, konden niet beletten dat het grootste deel van de schepen zonk. Het ging om een kwart van de hele Franse oorlogsvloot.
Met die daad voorkwam Laborde inderdaad dat de schepen in Duitse handen zouden vallen, maar als ze de kant van Darlan hadden gekozen, had dat een grote versterking van het geallieerde kamp betekend. Dat werd na de bevrijding zwaar aangerekend.

### Veroordeling en vrijlating
In 1945 werd Laborde door het Hooggerechtshof van de Bevrijding ter dood veroordeeld wegens hoogverraad en het er niet in slagen om de vloot te redden om het tekort aan te vullen bij de geallieerden. De doodstraf werd echter omgezet tot levenslange gevangenisstraf. In 1951 werd hij vrijgelaten.

## Militaire loopbaan
- Aspirant: 1895[1]
- Enseigne de vaisseau: oktober 1900[1]
- Lieutenant de vaisseau: 1908[1]
- Contre-amiral: 8 augustus 1928[1]
- Vice-amiral: 4 oktober 1932[1]
- Amiral: 27 september 1938[1]

## Onderscheidingen
- Legioen van Eer
  - Grootkruis op 1 januari 1940
  - Grootofficier op 28 juni 1935
  - Commandeur op 27 december 1924
  - Officier op 18 maart 1915
  - Ridder op 31 december 1912
- Médaille militaire
- Croix de guerre 1914-1981 met 3 Palmen en 1 bronzen Ster
- Croix de guerre 1939-1945 met 1 Palm
- Maritieme Orde van Verdienste
  - Commandeur op 27 maart 1939
  - Officier op 11 juli 1936
- Herinneringsmedaille aan de Expeditie naar China (1901)
- Herinneringsmedaille aan Marokko (1909) met gesp "CASABLANCA"
- Koloniale Medaille met gesp "TONKIN"
- Navy Distinguished Service Medal
- Grootkruis in de Orde van Sharifian Alawaidis
- Distinguished Service Cross
- Grootkruis in de Orde van de Glorie